# Kabinet-Balkenende I
Het kabinet-Balkenende I was het Nederlandse kabinet van 22 juli 2002 tot 27 mei 2003. Het werd gevormd door de politieke partijen Christen-Democratisch Appèl (CDA), Lijst Pim Fortuyn (LPF) en de Volkspartij voor Vrijheid en Democratie (VVD) na de Tweede Kamerverkiezingen van 2002. Het kabinet-Balkenende I was een meerderheidskabinet dat zowel in de Eerste Kamer als Tweede Kamer kon rekenen op een ruime meerderheid, ondanks dat de LPF niet vertegenwoordigd was in de Eerste Kamer.

## Verloop
Het kabinet trad aan in een politiek en maatschappelijk woelige periode. Op 11 september 2001 had in New York de aanslag op het World Trade Center plaatsgevonden, vlak voor de Tweede Kamerverkiezingen van 2002 werd op 6 mei 2002 LPF-partijleider en -lijsttrekker Pim Fortuyn vermoord op het Media Park in Hilversum. Mede als gevolg van deze moord werd veiligheid een belangrijk thema van het kabinet, staatssecretaris van Binnenlandse Zaken Rob Hessing werd daarom belast met de portefeuilles openbare orde en veiligheid. Aan het asiel- en integratiebeleid werd ook veel aandacht besteed, zo werd er een nieuwe minister zonder portefeuille gecreëerd op het ministerie van Justitie. Minister voor Vreemdelingenzaken en Integratie Hilbrand Nawijn hanteerde vervolgens een streng asiel- en integratiebeleid.
De verminderde economische situatie beperkte de ruimte voor investeringen in zorg en onderwijs. Er werden door vicepremier en minister van Volksgezondheid, Welzijn en Sport Eduard Bomhoff en minister van Sociale Zaken en Werkgelegenheid Aart Jan de Geus plannen gemaakt voor een nieuw zorgstelsel en voor meer beperkingen van het aantal WAO'ers. Om verder te bezuinigen werden door minister van Financiën Hans Hoogervorst de fiscale voordelen van 'groen' beleggen verminderd en werd de spaarloonregeling versoberd.
De periode daarna kenmerkte zich door onrust binnen de LPF. De moord op Pim Fortuyn liet de partij zonder krachtig leiderschap en in de daaropvolgende maanden liepen interne conflicten tussen verschillende LPF-prominenten hoog op. Op 28 augustus 2002 maakte LPF–Tweede Kamer-fractievoorzitter Mat Herben plaats voor Harry Wijnschenk, die voor eenheid en stabiliteit moest zorgen. Interim-partijvoorzitter Ed Maas probeerde het partijbestuur en de landelijke organisatie op orde te krijgen. Intussen leidde vrijwel elke confrontatie van LPF-bewindslieden en Tweede Kamerleden met de pers tot opmerkelijk nieuws. Sommige LPF-bewindslieden lanceerden daarnaast soms onuitgewerkte ideeën, waardoor enkele bewindslieden soms meerdere malen op het matje werden geroepen door minister-president Balkenende. De aanhoudende interne conflicten leidden vervolgens tot een machtsstrijd tussen het partijbestuur, de Tweede Kamerfractie en de bewindslieden in het kabinet, waarna het kabinet uiteindelijk viel. Op 16 oktober 2002 diende het kabinet ontslag in.
Tijdens de demissionaire periode had het kabinet steun aan de invasie van Irak verleend. Dit is opmerkelijk, omdat er normaal gesproken tijdens een demissionaire periode geen politiek gevoelige beslissingen worden genomen. Het kabinet-Balkenende II besloot vervolgens om alleen politieke, maar geen militaire steun te geven.

### Personele wijzigingen
Acht uur na de beëdiging van het kabinet stapte staatssecretaris van Sociale Zaken en Werkgelegenheid Philomena Bijlhout (LPF) alweer op, nadat bekend werd dat zij langer dan eerder was aangegeven deel had uitgemaakt van de volksmilitie van Desi Bouterse in Suriname. Haar ontslag werd door Koningin Beatrix officieel verleend op 24 juli 2002. Op 9 september 2002 werd Khee Liang Phoa (LPF), die tot dan werkzaam was als directeur van de Stichting Verantwoord Alcohol Gebruik, benoemd als haar opvolger.
Op 16 oktober 2002 traden minister van Volksgezondheid, Welzijn en Sport Eduard Bomhoff en minister van Economische Zaken Herman Heinsbroek (beiden LPF) af, vanwege de conflicten die zij met elkaar hadden. Dezelfde dag viel het kabinet over deze conflicten.
Op 12 december 2002 trad minister van Defensie Benk Korthals (VVD) af, als gevolg van de conclusies van het onderzoek naar de bouwfraude, waaruit bleek dat hij de Tweede Kamer onjuist had ingelicht over een schikking tussen het Openbaar Ministerie en bouwondernemingen. De parlementaire enquêtecommissie die het onderzoek naar deze affaire verrichtte, uitte ernstige kritiek op het handelen van Korthals toen hij in het vorige kabinet minister van Justitie was. Minister van Volkshuisvesting, Ruimtelijke Ordening en Milieubeheer Henk Kamp (VVD) nam de functie waar tot het aantreden van het nieuwe kabinet.

## Samenstelling
| Ambtsbekleders | Ambtsbekleders                    | Ambtsbekleders                    | Ambt / Portefeuille              | Ambt / Portefeuille | Termijn                             | Partij |
| -------------- | --------------------------------- | --------------------------------- | -------------------------------- | --- | ----------------------------------- | ------ |
|                | Jan Peter Balkenende              | Jan Peter Balkenende (1956)       | Minister-president / Minister    | Algemene Zaken | 22 juli 2002 – 14 oktober 2010      | CDA    |
|                | J.W. (Johan) Remkes               | Johan Remkes (1951)               | Vicepremier                      | Binnenlandse Zaken en Koninkrijksrelaties | 22 juli 2002 – 27 mei 2003          | VVD    |
| Minister       | J.W. (Johan) Remkes               | Johan Remkes (1951)               | 22 juli 2002 – 22 februari 2007  | Binnenlandse Zaken en Koninkrijksrelaties |                                     | VVD    |
|                | E.J. (Eduard) Bomhoff             | Eduard Bomhoff (1944)             | Minister                         | Volksgezondheid, Welzijn en Sport | 22 juli 2002 – 16 oktober 2002      | LPF    |
| Vicepremier    | E.J. (Eduard) Bomhoff             | Eduard Bomhoff (1944)             |                                  | Volksgezondheid, Welzijn en Sport | 22 juli 2002 – 16 oktober 2002      | LPF    |
|                | R.H. (Roelf) de Boer              | Roelf de Boer (1949)              | Verkeer en Waterstaat            | 18 oktober 2002 – 27 mei 2003 |                                     | LPF    |
| Minister       | R.H. (Roelf) de Boer              | Roelf de Boer (1949)              | Verkeer en Waterstaat            | 22 juli 2002 – 27 mei 2003 |                                     | LPF    |
|                | J.G. (Jaap) de Hoop Scheffer      | Jaap de Hoop Scheffer (1948)      | Minister                         | Buitenlandse Zaken | 22 juli 2002 – 3 december 2003      | CDA    |
|                | J.F. (Hans) Hoogervorst           | Hans Hoogervorst (1956)           | Minister                         | Financiën | 22 juli 2002 – 27 mei 2003          | VVD    |
|                | J.P.H. (Piet Hein) Donner         | Piet Hein Donner (1948)           | Minister                         | Justitie | 22 juli 2002 – 21 september 2006    | CDA    |
|                | Herman Heinsbroek                 | Herman Heinsbroek (1951)          | Minister                         | Economische Zaken | 22 juli 2002 – 16 oktober 2002      | LPF    |
|                | J.F. (Hans) Hoogervorst           | Hans Hoogervorst (1956)           | Minister                         | Economische Zaken | 16 oktober 2002 – 27 mei 2003       | VVD    |
|                | A.H. (Benk) Korthals              | Benk Korthals (1944)              | Minister                         | Defensie | 22 juli 2002 – 12 december 2002     | VVD    |
|                | H.G.J. (Henk) Kamp                | Henk Kamp (1952)                  | Minister                         | Defensie | 12 december 2002 – 22 februari 2007 | VVD    |
|                | A.J. (Aart Jan) de Geus           | Aart Jan de Geus (1955)           | Minister                         | Volksgezondheid, Welzijn en Sport | 16 oktober 2002 – 27 mei 2003       | CDA    |
| Minister       | A.J. (Aart Jan) de Geus           | Aart Jan de Geus (1955)           | Sociale Zaken en Werkgelegenheid | 22 juli 2002 – 22 februari 2007 |                                     | CDA    |
|                | M.J.A. (Maria) van der Hoeven     | Maria van der Hoeven (1949)       | Minister                         | 22 juli 2002 – 22 februari 2007 | Onderwijs, Cultuur en Wetenschap    | CDA    |
|                | C.P. (Cees) Veerman               | Cees Veerman (1949)               | Minister                         | 22 juli 2002 – 22 februari 2007 | Landbouw, Natuurbeheer en Visserij  | CDA    |
|                | H.G.J. (Henk) Kamp                | Henk Kamp (1952)                  | Minister                         | Volkshuisvesting, Ruimtelijke Ordening en Milieubeheer | 22 juli 2002 – 27 mei 2003          | VVD    |
|                | H.P.A. (Hilbrand) Nawijn          | Hilbrand Nawijn (1948)            | Minister                         | • Integratie • Immigratie • Asielzaken • Vreemdelingenzaken (Justitie)                                                                                               | 22 juli 2002 – 27 mei 2003          | LPF    |
|                |                                   | Rob Hessing (1942)                | Staatssecretaris                 | • Rampenbestrijding • Hulpverlening (Binnenlandse Zaken en Koninkrijksrelaties)                                                                                      | 22 juli 2002 – 27 mei 2003          | LPF    |
|                | A. (Atzo) Nicolaï                 | Atzo Nicolaï (1960–2020)          | Staatssecretaris                 | • Europese Zaken (Buitenlandse Zaken) | 22 juli 2002 – 7 juli 2006          | VVD    |
|                | Agnes van Ardenne                 | Agnes van Ardenne (1950)          | Staatssecretaris                 | • Ontwikkelingssamenwerking (Buitenlandse Zaken) | 22 juli 2002 – 27 mei 2003          | CDA    |
|                | S.R.A. (Steven) van Eijck         | Steven van Eijck (1959)           | Staatssecretaris                 | • Fiscale Zaken • Belastingdienst • Agglomeratie Zaken • Staatsloterij • Muntwezen (Financiën)                                                                       | 22 juli 2002 – 27 mei 2003          | LPF    |
|                | Joop Wijn                         | Joop Wijn (1969)                  | Staatssecretaris                 | • Internationale Handel • Exportbevordering • Regionale Industrialisatie • Consumentenbeleid • Toerisme • Energiebeleid • Telecommunicatie • PTT (Economische Zaken) | 22 juli 2002 – 27 mei 2003          | CDA    |
|                | C. (Cees) van der Knaap           | Cees van der Knaap (1951)         | Staatssecretaris                 | • Materieelvoorzieningen • Personeelsbeleid (Defensie) | 22 juli 2002 – 18 december 2007     | CDA    |
|                |                                   | Clémence Ross-van Dorp (1957)     | Staatssecretaris                 | • Jeugdbeleid • Ouderenbeleid • Gehandicaptenbeleid • Verpleging- en Verzorging • Medische Ethiek • Biotechnologie • Sport (Volksgezondheid, Welzijn en Sport)       | 22 juli 2002 – 22 februari 2007     | CDA    |
|                | M. (Mark) Rutte                   | Mark Rutte (1967)                 | Staatssecretaris                 | • Sociale Zekerheid • Arbeidsomstandigheden • Armoedebeleid • Bijstandszaken • Pensioenen (Sociale Zaken en Werkgelegenheid)                                         | 22 juli 2002 – 17 juni 2004         | VVD    |
|                |                                   | Philomena Bijlhout (1957)         | Staatssecretaris                 | • Gezinszaken • Emancipatiebeleid (Sociale Zaken en Werkgelegenheid)                                                                                                 | 22 juli 2002 – 24 juli 2002         | LPF    |
|                |                                   | Khee Liang Phoa (1955)            | Staatssecretaris                 | • Gezinszaken • Emancipatiebeleid (Sociale Zaken en Werkgelegenheid)                                                                                                 | 9 september 2002 – 27 mei 2003      | LPF    |
|                | A.D.S.M. (Annette) Nijs           | Annette Nijs (1961)               | Staatssecretaris                 | • Speciaal Onderwijs • Beroepsgericht Onderwijs • Volwassenenonderwijs • Hoger Onderwijs • Wetenschapsbeleid (Onderwijs, Cultuur en Wetenschap                       | 22 juli 2002 – 9 juni 2004          | VVD    |
|                |                                   | Cees van Leeuwen (1951)           | Staatssecretaris                 | • Cultuurbeleid • Kunstbeleid • Mediabeleid (Onderwijs, Cultuur en Wetenschap)                                                                                       | 22 juli 2002 – 27 mei 2003          | LPF    |
|                | M.H. (Melanie) Schultz van Haegen | Melanie Schultz van Haegen (1970) | Staatssecretaris                 | • Openbaar Vervoer • Luchtvaart • Spoorwegen • Waterbeleid • KNMI (Verkeer en Waterstaat)                                                                            | 22 juli 2002 – 22 februari 2007     | VVD    |
|                |                                   | Jan Odink (1944–2018)             | Staatssecretaris                 | • Visserij • Dierenwelzijn (Landbouw, Natuurbeheer en Visserij) | 22 juli 2002 – 27 mei 2003          | LPF    |
|                |                                   | Pieter van Geel (1951)            | Staatssecretaris                 | • Milieuzaken • Natuurbeheer (Volkshuisvesting, Ruimtelijke Ordening en Milieubeheer)                                                                                | 22 juli 2002 – 22 februari 2007     | CDA    |

## Kabinetsformatie
- Tweede Kamerverkiezingen 2002: 15 mei 2002
- Beëdiging kabinet: 22 juli 2002
- Duur formatie: 67 dagen
- Informateur
  - Piet Hein Donner (CDA), (17 mei 2002 – 3 juli 2002) 48 dagen
- Formateur
  - Jan Peter Balkenende (CDA), (4 juli 2002 – 21 juli 2002) 18 dagen

## Reden ontslagaanvraag
Op 16 oktober 2002 kwam het kabinet ten val, als gevolg van het opgelopen conflict tussen de LPF-bewindslieden vicepremier en minister van Volksgezondheid, Welzijn en Sport Eduard Bomhoff en minister van Economische Zaken Herman Heinsbroek. Op 15 oktober 2002 werd tijdens een kabinetsoverleg duidelijk dat het conflict tussen de twee LPF-bewindslieden tot een onhoudbare situatie had geleid. In verband met de uitvaart van prins Claus, die een week eerder was overleden, werd uit piëteit voor Koningin Beatrix de vergadering opgeschort en uitgesteld tot de volgende dag.
Nog voor de aanvang van de vergadering op 16 oktober 2002 kondigde Eduard Bomhoff zijn ontslag aan, niet lang daarna gevolgd door Herman Heinsbroek. Op datzelfde moment werd LPF–Tweede Kamer-fractievoorzitter Harry Wijnschenk door zijn eigen fractie afgezet en vervangen door zijn voorganger Mat Herben. Vervolgens maakte VVD–Tweede Kamer-fractievoorzitter Gerrit Zalm bekend dat hij door alle conflicten in de LPF geen vertrouwen meer had in de partij als coalitiepartner, en trok hij de steun aan het gehele kabinet in. Ook CDA–Tweede Kamer-fractievoorzitter Maxime Verhagen liet vervolgens weten dat de LPF niet stabiel genoeg was, en verklaarde geen vertrouwen meer te hebben in het kabinet. Als gevolg kondigde minister-president Jan Peter Balkenende 's middags aan dat hij koningin Beatrix het ontslag van zijn kabinet zou aanbieden. Het kabinet werd demissionair, en kreeg de opdracht vervroegde verkiezingen voor de Tweede Kamer voor te bereiden.
Omdat het kabinet daardoor ten val kwam en demissionair was, werd die dag nog minister van Financiën Hans Hoogervorst (VVD) benoemd tot minister van Economische Zaken, en minister van Sociale Zaken en Werkgelegenheid Aart Jan de Geus (CDA) tot minister van Volksgezondheid, Welzijn en Sport, tot het aantreden van een nieuw kabinet. De functie van vicepremier werd vervolgens op 18 oktober 2002 overgenomen door minister van Verkeer en Waterstaat Roelf de Boer (LPF).